# XIV secolo
Il XIV secolo (quattordicesimo secolo), detto anche Trecento o '300, è il secolo che inizia nell'anno 1301 e termina nell'anno 1400 incluso.

## Avvenimenti
Il XIV secolo è compreso nel periodo storico chiamato basso medioevo. Ha inizio la piccola era glaciale.
In Europa il secolo fu caratterizzato dalla cosiddetta crisi del XIV secolo, che fu un fenomeno di ampia portata nella storia europea e che durò per vari decenni.

### Europa
- 1302: Battaglia degli speroni d'oro: vittoria dei fiamminghi sull'esercito francese di Filippo IV il Bello
- 1309-1377: Cattività avignonese: inizia la crisi del papato a cui si accompagnerà quella dell'Impero: inizia l'età chiamata "preumanistica" o "autunno dorato del Medioevo"
- 1315: Battaglia di Morgarten, con la vittoria dei Cantoni svizzeri sugli Asburgo d'Austria
- 1339
  - Battaglia di Parabiago
  - La Repubblica di Genova ha per la prima volta nella storia un doge a capo, dopo 240 anni di consoli.[2]
- 1346: Formazione dell'Impero serbo, che segna la dominazione serba nei balcani.
- 1355-1378: regno di Carlo IV di Lussemburgo (1316-1378), celebre Re di Boemia (1346-1378): epoca di splendore politico e culturale
- 1359: il Principato di Moldavia diventa un Principato indipendente dal Regno d'Ungheria con Bogdan I
- 1377: viene fondato il Regno di Bosnia con Tvrtko I, spesso considerato fondatore della Bosnia ed Erzegovina[3]
- 1397-1523: Svezia: Unione di Kalmar: unificazione dei tre Regni (Svezia, Danimarca, Norvegia)
- È l'epoca del grande condottiero turco-mongolo Tamerlano
- Un'epidemia di peste uccide un terzo della popolazione europea.
- Guerra dei cent'anni tra Francia e Inghilterra
- In Svizzera si afferma la leggendaria figura dell'eroe nazionale svizzero Guglielmo Tell

### Africa
- 1312: Impero del Mali: viene incoronato imperatore Mansa Musa (1312-1337)
- 1390: viene fondato il Regno del Congo, da Lukeni lua Nimi

### Asia
- 1352: viene istituito il Sultanato di Bengala: unificazione del Bengala, con Shamsuddin Ilyas shah
- 1353: Viene istituito il Regno di Lan Xang, Stato unificatore del popolo lao, cui fondatore fu Fa Ngum
- 1368: viene fondato il Sultanato del Brunei, con il Sultano Muhammad Shah
- 1370: viene fondato l'Impero timuride da Tamerlano

## Personaggi significativi
- Santa Caterina da Siena, (1347-1380)
- Tamerlano (Timur lenk) (Shakhrisiabz, 1336 - Otmer 1405), conquistatore dell'impero Persiano, Ottomano, e dell'India
- Bayezid I (1360-1403), sultano dell'impero ottomano
- Cola di Rienzo (1313-1354), capopopolo di Roma
- Marsilio da Padova (1275-1342), giurista italiano, tra i massimi del XIV secolo, autore del Defensor pacis (1324), sull'origine della Legge
- Ni Zan (1300-1374), pittore cinese, il più grande dei Quattro Grandi Maestri Yuan
- Francesco Petrarca (1304-1374) e Giovanni Boccaccio (1313-1375), intellettuali italiani
- John Wycliffe (1320-1384), teologo britannico
- Geoffrey Chaucer (c.1343-1400), autore dei I racconti di Canterbury (c.1387)
- Filippo IV di Francia (1268 - 1314)
- Papa Bonifacio VIII, papa dal 1295 al 1303
- Dante Alighieri (1265-1321), poeta italiano, autore della Divina Commedia
- Giotto pittore, inventore della prima forma di prospettiva
- Simone Martini (1284-1344), pittore senese
- Ambrogio Lorenzetti (1290 ca. - 1348), pittore senese
- Demetrio Triclinio (1280 ca. - 1340 ca.), erudito bizantino
- Guglielmo d'Ockham (1290 ca. - 1347), filosofo inglese
- Carlo IV di Lussemburgo (1316 - 1378), imperatore del Sacro Romano Impero
- Jacques de Molay, ultimo Gran Maestro dell'ordine templare
- Jan Hus (c.1371-1415), teologo e riformatore religioso ceco, condannato per eresia e morto arso sul rogo
- Clemente V, papa che trasferisce la sede ad Avignone
- Roberto d'Angiò, deteneva il trono del regno di Napoli, ed esaminò Petrarca prima del lauro poetico in Campidoglio
- Gian Galeazzo Visconti, Duca di Milano (1347 - 1402)
- Convenevole da Prato, notaio e precettore di latino
- Beata Villana de' Botti, penitente, nata a Firenze
- Ibn Battuta (1304 - 1368/69), viaggiatore e storico arabo
- Stefano Uroš IV Dušan, Imperatore serbo
- Santa Brigida di Svezia, religiosa e mistica svedese (1303 - 1373)
- Coluccio Salutati (1330 - 1406), umanista e Cancelliere di Firenze

## Cultura

### Letteratura
- Affermazione della letteratura italiana del XIV secolo: Dante Alighieri (1265-1321), Francesco Petrarca (1304-1374) e Giovanni Boccaccio (1313-1375)
- 1304-1321 viene composta da Dante Alighieri la Divina Commedia
- Francesco Petrarca e Giovanni Boccaccio compongono rispettivamente il Canzoniere (metà XIV) e il Decameron (tra il 1349 e il 1351)
- Il petrarchismo e il fenomeno d'imitazione della poetica di Francesco Petrarca, precursore dell'umanesimo
- Geoffrey Chaucer (c.1343-1400), padre della letteratura inglese, autore de I racconti di Canterbury (c.1400)

### Religione
- 1300: viene celebrato il primo Giubileo della storia, istituito da Papa Bonifacio VIII
- John Wyclif (1320-1384), traduttore della Bibbia in lingua inglese, e Jan Hus (c.1371-1415) e gli Hussiti
- 1334: viene introdotta nella liturgia cattolica da Papa Giovanni XXII la Solennità della Santissima Trinità [4]
- 1389: viene istituita da Papa Urbano VI la festa della Visitazione della Beata Vergine Maria[5]
- 1389: prima notizia documentata sulla liquefazione del sangue di San Gennaro: miracolo di San Gennaro

### Filosofia
- L'importante contributo storiografico e filosofico di Ibn Khaldun (1332-1406), autore, in particolare, della Muqaddima (1377)
- L'Occamismo, il rasoio di Occam, l'empirismo e il nominalismo moderato: Guglielmo di Occam, autore del trattato Summa Logicae (c.1323)

### Diritto
- La figura di Marsilio da Padova, autore del Defensor pacis (1324), sull'origine della legge

### Università nel XIV secolo
- 1303: viene fondata da Papa Bonifacio VIII l'Università degli Studi di Roma "La Sapienza"
- 1308: nasce l'Università degli Studi di Perugia
- 1321: viene istituita l'Università degli Studi di Firenze
- 1336: viene istituita l'Università degli Studi di Camerino, nelle Marche
- 1343: viene istituita l'Università di Pisa
- 1348: viene fondata l'Università Carolina, (dal nome dell'imperatore Carlo IV)
- 1361: viene istituita l'Università degli Studi di Pavia
- 1364: viene fondata dal re Casimiro il Grande l'Università Jagellonica di Cracovia
- 1365: viene istituita dal duca Rodolfo IV d'Asburgo l'Università di Vienna
- 1367: viene istituita a Pécs (Ungheria meridionale), l'Università di Pécs, fondata da Luigi I d'Ungheria
- 1386: viene fondata da Roberto I del Palatinato l'Università di Heidelberg, in Germania
- 1391: viene fondata l'Università degli Studi di Ferrara, dal marchese e Signore di Ferrara e Modena Alberto V d'Este
- 1398: In questa data secondo la tradizione del Confucianesimo coreano viene fondata l'Università di Sungkyunkwan, la più antica del mondo coreano

### Musica
- affermazione della polifonia: l'Ars nova con i compositori Philippe de Vitry e Guillaume de Machaut

### Arte
- La pittura gotica nel XIV secolo: Giotto (c.1267-1337), ritenuto il padre della pittura europea[6]
- Decadenza del gotico, iniziano le avvisaglie dell'arte rinascimentale
- 1300:  viene iniziata la costruzione del Duomo di Monza
- 1323: viene fondata Vilnius capitale della Lituania, dal granduca Gediminas
- 1357: inizia la costruzione del Ponte Carlo, a Praga, commissionato da re Carlo IV

## Scienze

### Botanica
- 1300: viene fondato a Salerno il Giardino della Minerva

### Medicina
- Sviluppi della chirurgia nel XIV secolo: Henri de Mondeville, Guy de Chauliac, autore di Chirurgia Magna (1363)

## Folclore
- 1347: Nasce il Carnevale di Fano
- 1394: Nasce il Carnevale di Putignano (26 dicembre)

## Invenzioni, scoperte, innovazioni
- La brigantina
- A partire da questo secolo esisteva già a Firenze Via dell'Ariento
- Invenzione della polvere da sparo e sua applicazione nelle prime armi da fuoco (ad esempio nella battaglia di Crécy)